# WRESTLE PRINCESS 2
『WRESTLE PRINCESS Ⅱ』（レッスルプリンセスⅡ）は、日本の女子プロレス団体東京女子プロレスが大田区総合体育館で行った興行。

## 概要
東京女子プロレスが初めて大田区総合体育館に進出した大会。2020年11月7日にTOKYO DOME CITY HALLで行われた『WRESTLE PRINCESS』の中で開催が発表された。前年からの新型コロナウイルス感染症（COVID-19）の流行が2021年になってもおさまらずに続いていたこともあり、本大会においても感染対策を実施した上での開催となった。
大会では全部で8試合が行われた。インターナショナル・プリンセス王座戦は、乃蒼ヒカリが愛野ユキを破って王座防衛。プリンセスタッグ王座戦はマジカルシュガーラビッツ（坂崎ユカ&瑞希）がNEO美威獅鬼軍（沙希様&メイ・サン＝ミッシェル）を破って約3年2ヶ月ぶりに王座に就いた。メインイベントのプリンセス・オブ・プリンセス王座戦は、挑戦者がこの年の東京プリンセスカップ覇者の伊藤麻希、受けて立つチャンピオンが山下実優と、タッグチーム「121000000」の2人による争いとなり、山下が伊藤を破って王座防衛に成功した。

## 試合
| オープニングマッチ 20分一本勝負                                    |                                                  |                                                       |
| ○らく 原宿ぽむ ラム会長                                            | 10分09秒 ドクターイエロー→片エビ固め             | 猫はるな● 桐生真弥 鳥喰かや                           |
| 第二試合 20分一本勝負 3WAYマッチ                                   |                                                  |                                                       |
| ●辰巳リカ                                                          | 10分55秒 キル・スイッチ→片エビ固め               | ハイパーミサヲ 天満のどか○                            |
| 第三試合 20分一本勝負                                              |                                                  |                                                       |
| ○上福ゆき 朱崇花                                                   | 10分30秒 ダイビング・フェイマサー→片エビ固め     | 角田奈穂● 小橋マリカ                                  |
| 第四試合 20分一本勝負                                              |                                                  |                                                       |
| 里歩 ○中島翔子                                                     | 14分52秒 ダイビング・セントーン→片エビ固め       | 鈴芽● 遠藤有栖                                        |
| 第五試合 20分一本勝負 スペシャルタッグマッチ                       |                                                  |                                                       |
| ○アジャコング 宮本もか                                             | 16分03秒 ダイビング・エルボードロップ→片エビ固め | 渡辺未詩 荒井優希●                                    |
| 第六試合 30分一本勝負 インターナショナル・プリンセス選手権試合     |                                                  |                                                       |
| ○乃蒼ヒカリ （第6代王者）                                          | 11分27秒 ブリザード・スープレックス・ホールド    | 愛野ユキ● （挑戦者）                                  |
| ※第6代王者が3度目の防衛に成功。                                    |                                                  |                                                       |
| セミファイナル 30分一本勝負 プリンセスタッグ選手権試合             |                                                  |                                                       |
| 沙希様 ●メイ・サン＝ミッシェル （第8代王者組）                     | 18分33秒 キューティースペシャル                  | 坂崎ユカ 瑞希○ （挑戦者組）                           |
| ※第8代王者組が3度目の防衛に失敗、マジラビが第9代王者組となる。     |                                                  |                                                       |
| メインイベント 30分一本勝負 プリンセス・オブ・プリンセス選手権試合 |                                                  |                                                       |
| ○山下実優 （第9代王者）                                            | 17分23秒 クラッシュラビットヒート→片エビ固め     | 伊藤麻希● （挑戦者＝東京プリンセスカップ 2021優勝者） |
| ※第9代王者が3度目の防衛に成功。                                    |                                                  |                                                       |